# هواجس (مسلسل)
هواجس هو عمل درامي من إنتاج مؤسسة مرادي للإنتاج والتوزيع الفني وعرض على تلفزيون أبو ظبي عام 2014.

## أبطال العمل
- غازي حسين
- سعاد علي
- قحطان القحطاني
- بدرية أحمد
- عبد الله عبد العزيز
- عبد الله ملك
- ابتسام عبد الله
- آلاء شاكر
- ديمة الجندي
- شمعة محمد
- أمل محمد
- فيصل رشيد
- نيفين ماضي
- نسمة مصطفى